# Fußball-Verbandsliga Schleswig-Holstein 1979/80
Die Verbandsliga Schleswig-Holstein wurde zur Saison 1979/80 das 33. Mal ausgetragen und bildete den Unterbau der drittklassigen Oberliga Nord. Die beiden erstplatzierten Mannschaften durften an der Aufstiegsrunde zur Oberliga Nord teilnehmen. Die Mannschaften auf den beiden letzten Plätzen mussten in die Landesliga absteigen.

## Vereine
Im Vergleich zur Saison 1978/79 veränderte sich die Zusammensetzung der Liga folgendermaßen: Keine Mannschaft war in die Oberliga Nord auf-, während der 1. FC Phönix Lübeck nach einer Saison aus der Oberliga Nord wieder abgestiegen war. Die drei Absteiger hatten die Verbandsliga verlassen und wurden durch die beiden Aufsteiger VfL Bad Schwartau und Büdelsdorfer TSV ersetzt, die beide nach einer Spielzeit in die Verbandsliga zurückkehrten.
| Verein                   | Stadt               | Kreis                 | Qualifikation                      |
| ------------------------ | ------------------- | --------------------- | ---------------------------------- |
| 1. FC Phönix Lübeck      | Lübeck              |                       | Absteiger aus der Oberliga Nord    |
| NTSV Strand 08           | Timmendorfer Strand | Ostholstein           | Meister 1978/79                    |
| VfR Neumünster           | Neumünster          |                       | 2. Platz 1978/79                   |
| Heider SV                | Heide               | Dithmarschen          | 3. Platz 1978/79                   |
| FC Union Neumünster      | Neumünster          |                       | 4. Platz 1978/79                   |
| TSV Nord Harrislee       | Harrislee           | Schleswig-Flensburg   | 5. Platz 1978/79                   |
| Schleswig 06             | Schleswig           | Schleswig-Flensburg   | 6. Platz 1978/79                   |
| Eckernförder SV          | Eckernförde         | Rendsburg-Eckernförde | 7. Platz 1978/79                   |
| BSC Brunsbüttel          | Brunsbüttel         | Dithmarschen          | 8. Platz 1978/79                   |
| Eutin 08                 | Eutin               | Ostholstein           | 9. Platz 1978/79                   |
| Rendsburger TSV          | Rendsburg           | Rendsburg-Eckernförde | 10. Platz 1978/79                  |
| Flensburg 08             | Flensburg           |                       | 11. Platz 1978/79                  |
| Blau-Weiß Friedrichstadt | Friedrichstadt      | Nordfriesland         | 12. Platz 1978/79                  |
| TSV Westerland           | Westerland          | Nordfriesland         | 13. Platz 1978/79                  |
| Büdelsdorfer TSV         | Büdelsdorf          | Rendsburg-Eckernförde | Aufsteiger aus der Landesliga Nord |
| VfL Bad Schwartau        | Bad Schwartau       | Ostholstein           | Aufsteiger aus der Landesliga Süd  |

## Saisonverlauf
Die Meisterschaft und Teilnahme an der Aufstiegsrunde sicherte sich der VfR Neumünster. Als Zweitplatzierter durfte Eutin 08 ebenfalls teilnehmen. Neumünster beendete seine Gruppe auf dem zweiten Platz hinter dem Lüneburger SK und Eutin seine Gruppe auf dem zweiten Platz hinter dem Hummelsbütteler SV, wodurch beide den Aufstieg verpassten. Der FC Union Neumünster mussten die Verbandsliga nach sechs Jahren wieder verlassen, während Flensburg 08 erstmals aus der höchsten Amateurliga Schleswig-Holsteins absteigen musste.

### Tabelle
| Pl. | Verein                   | Sp. | S  | U  | N  | Tore    | Diff. | Punkte |
| --- | ------------------------ | --- | -- | -- | -- | ------- | ----- | ------ |
| 1.  | VfR Neumünster           | 30  | 16 | 10 | 4  | 056:280 | +28   | 42:18  |
| 2.  | Eutin 08                 | 30  | 16 | 7  | 7  | 072:440 | +28   | 39:21  |
| 3.  | Rendsburger TSV          | 30  | 17 | 5  | 8  | 039:250 | +14   | 39:21  |
| 4.  | NTSV Strand 08 (M)       | 30  | 13 | 11 | 6  | 045:300 | +15   | 37:23  |
| 5.  | Heider SV                | 30  | 12 | 8  | 10 | 051:440 | +7    | 32:28  |
| 6.  | TSV Nord Harrislee       | 30  | 11 | 9  | 10 | 036:380 | −2    | 31:29  |
| 7.  | Schleswig 06             | 30  | 10 | 9  | 11 | 029:310 | −2    | 29:31  |
| 8.  | BSC Brunsbüttel          | 30  | 11 | 7  | 12 | 047:500 | −3    | 29:31  |
| 9.  | 1. FC Phönix Lübeck (A)  | 30  | 9  | 11 | 10 | 031:370 | −6    | 29:31  |
| 10. | Eckernförder SV          | 30  | 11 | 7  | 12 | 038:470 | −9    | 29:31  |
| 11. | Büdelsdorfer TSV (N)     | 30  | 7  | 14 | 9  | 040:400 | ±0    | 28:32  |
| 12. | Blau-Weiß Friedrichstadt | 30  | 6  | 14 | 10 | 038:460 | −8    | 26:34  |
| 13. | TSV Westerland           | 30  | 8  | 10 | 12 | 032:420 | −10   | 26:34  |
| 14. | VfL Bad Schwartau (N)    | 30  | 9  | 6  | 15 | 046:590 | −13   | 24:36  |
| 15. | FC Union Neumünster      | 30  | 6  | 10 | 14 | 036:440 | −8    | 22:38  |
| 16. | Flensburg 08             | 30  | 6  | 6  | 18 | 038:690 | −31   | 18:42  |

| (M) | Staffelsieger der Verbandsliga Schleswig-Holstein 1978/79 |
| (A) | Absteiger aus der Oberliga Nord 1978/79                   |
| (N) | Aufsteiger aus der Landesliga Schleswig-Holstein 1978/79  |